# Scitala eremia
Scitala eremia är en skalbaggsart som beskrevs av Britton 1987. Scitala eremia ingår i släktet Scitala och familjen Melolonthidae. Inga underarter finns listade i Catalogue of Life.